# Degenia welebicka
Degenia welebicka (Degenia velebitica (Degen) Hayek) – gatunek z rodziny kapustowatych (Brassicaceae). Reprezentuje monotypowy rodzaj degenia Degenia. Jest endemitem południowo-zachodniej Chorwacji – rośnie tylko w górach Welebit. Uprawiana jest w ogrodach skalnych jako roślina ozdobna.

## Morfologia
PokrójBylina tworząca gęste, zbite kępki, o pędach gęsto owłosionych, z włoskami gwiazdkowatymi. Osiąga 7–10 cm wysokości.
LiścieCałobrzegie, lancetowate do równowąskich.
KwiatyZebrane po kilka w grona nieznacznie wydłużające się w czasie owocowania. Działki kielicha są prosto wzniesione, boczna para rozdęta woreczkowato. Płatki korony żółte, z długim paznokciem. Pręcików jest 6, czterosilnych, zwieńczonych pylnikami podługowatymi do równowąskich. Zalążnia jest górna z czterema zalążkami, zwieńczona bardzo długą i odpadającą po przekwitnieniu szyjką słupka.
OwoceŁuszczynki eliptyczne do kulistawych, rozdęte, wzniesione lub odstające, zawierają 3–4 oskrzydlone nasiona.

## Systematyka
Pozycja systematyczna
Gatunek i rodzaj z rodziny kapustowatych (Brassicaceae), w jej obrębie należy do plemienia Alysseae. Rodzaj tworzy klad wspólnie z rodzajami Clastopus, Fibigia, Physoptychis i Alyssoides.

## Uprawa
Gatunek opisywany jest jako łatwy w uprawie. Wymaga stanowisk słonecznych, suchych, osłoniętych. Wymaga gleb zasobnych w wapń, np. z dosypywanym żwirem wapiennym. Ze względu na krótkowieczność wymaga corocznie dosiewania w miejscach uprawy, zresztą łatwo obsiewa się sama. Rozmnażana jest z nasion. Zimą zaleca się ograniczać wilgotność na stanowisku np. przez przesłonięcie roślin daszkiem lub umieszczenie w zimnej szklarni.